# Polycirrus rosea
Polycirrus rosea är en ringmaskart som beskrevs av Anne D. Hutchings och Murray 1984. Polycirrus rosea ingår i släktet Polycirrus och familjen Terebellidae. Inga underarter finns listade i Catalogue of Life.